# Cherokee Village
Cherokee Village è una città degli Stati Uniti d'America situata nello Stato dell'Arkansas, divisa tra la Contea di Sharp e la Contea di Fulton.